# جيم كامبل (لاعب كرة قاعدة)
جيم كامبل (بالإنجليزية: Jim Campbell)‏ هو لاعب كرة قاعدة أمريكي، ولد في 10 يناير 1943 في هارتسفيل في الولايات المتحدة.

## وصلات خارجية
- جيم كامبل على موقعبيزبول رفرنس.كوم (الدوري الرئيسي) (الإنجليزية)
- جيم كامبل على موقعبيزبول رفرنس.كوم (الدوري الثانوي) (الإنجليزية)